# Tomicobia seitneri
Tomicobia seitneri är en stekelart som först beskrevs av Ruschka 1924.  Tomicobia seitneri ingår i släktet Tomicobia och familjen puppglanssteklar. Arten är reproducerande i Sverige. Inga underarter finns listade i Catalogue of Life.